# Tòa án Trọng tài thường trực
Tòa án Trọng tài thường trực, viết tắt là PCA (tiếng Anh: Permanent Court of Arbitration) là một tổ chức quốc tế có trụ sở tại La Hay, Hà Lan.
Tòa án này được thành lập năm 1899 tại Hội nghị Hòa bình Hague đầu tiên khi Các công ước Den Haag 1899 và 1907 ra đời. PCA thật ra không phải là một tòa án theo đúng nghĩa vì không có quyền quyết định trực tiếp, mà là một cơ quan điều hợp pháp lý. Nhiệm vụ của PCA là khuyến khích các quốc gia, các tổ chức liên chính phủ và cả tư nhân giải quyết tranh chấp với nhau bằng cách hỗ trợ thành lập các tòa án trọng tài để thụ lý.
Tòa PCA khác với Tòa án Công lý Quốc tế (ICJ, International Court of Justice) tuy cả hai cùng tọa lạc trong Cung điện Hòa bình ở La Hay, Hà Lan.

## Các quốc gia tham gia

Trụ sở PCA: Cung điện Hòa bình ("Vredespaleis"), La Hay.

Tính đến tháng 11/2014, có 117 nước tham gia một hoặc cả hai Công ước.
| Nước                    | Công ước 1899 | Công ước 1907 |
| ----------------------- | ------------- | ------------- |
| Albania                 |               | 28/10/2011    |
| Argentina               | 15/06/1907    |               |
| Úc                      | 01/04/1960    | 21/02/1997    |
| Áo                      | 04/09/1900    | 26/01/1910    |
| Bahrain                 |               | 30/06/2008    |
| Bangladesh              |               | 26/02/2012    |
| Belarus                 | 04/06/1962    | 04/04/1962    |
| Bỉ                      | 04/09/1900    | 07/10/1910    |
| Belize                  |               | 21/01/2003    |
| Bénin                   |               | 16/09/2005    |
| Bolivia                 | 15/06/1907    | 26/10/1910    |
| Brasil                  | 15/06/1907    | 06/03/1914    |
| Bulgaria                | 04/09/1900    | 10/06/2000    |
| Burkina Faso            | 30/08/1961    | 30/08/1961    |
| Campuchia               | 04/01/1956    | 04/01/1956    |
| Cameroon                | 01/08/1961    | 01/08/1961    |
| Canada                  | 19/08/1960    | 09/07/1994    |
| Chile                   | 15/06/1907    | 18/01/1998    |
| Trung Quốc              | 21/11/1904    | 26/01/1910    |
| Colombia                | 15/06/1907    | 17/03/1997    |
| CHDC Congo              | 25/03/1961    | 25/03/1961    |
| Costa Rica              |               | 20/07/1999    |
| Croatia                 | 08/10/1991    |               |
| Cuba                    | 15/06/1907    | 22/04/1912    |
| Síp                     |               | 12/11/1993    |
| Cộng hòa Séc            |               | 01/01/1993    |
| Đan Mạch                | 04/09/1900    | 26/01/1910    |
| Cộng hòa Dominica       | 15/06/1907    | 07/09/1958    |
| Ecuador                 | 03/07/1907    |               |
| Ai Cập                  |               | 04/11/1968    |
| El Salvador             | 20/06/1907    | 26/01/1910    |
| Eritrea                 |               | 04/10/1997    |
| Estonia                 |               | 01/09/2003    |
| Ethiopia                | 30/07/2003    |               |
| Fiji                    | 02/04/1973    |               |
| Phần Lan                |               | 09/06/1922    |
| Pháp                    | 04/09/1900    | 06/12/1910    |
| Đức                     | 04/09/1900    | 26/01/1910    |
| Gruzia                  |               | 21/01/2015    |
| Hy Lạp                  | 04/04/1901    |               |
| Guatemala               | 15/06/1907    | 14/05/1911    |
| Guyana                  |               | 25/01/1998    |
| Haiti                   | 15/06/1907    | 03/04/1910    |
| Honduras                | 01/12/1961    | 30/01/1962    |
| Hungary                 | 04/09/1900    | 26/01/1910    |
| Iceland                 | 08/12/1955    | 08/12/1955    |
| Ấn Độ                   | 29/07/1950    |               |
| Iran                    | 04/09/1900    |               |
| Iraq                    | 31/08/1970    | 30/10/1970    |
| Ireland                 |               | 06/07/2002    |
| Israel                  |               | 17/06/1962    |
| Ý                       | 04/09/1900    |               |
| Nhật Bản                | 06/10/1900    | 11/02/1912    |
| Jordan                  |               | 27/01/1992    |
| Kenya                   |               | 11/06/2006    |
| Hàn Quốc                |               | 21/02/2000    |
| Kuwait                  |               | 14/09/2003    |
| Kyrgyzstan              | 04/06/1992    | 04/06/1992    |
| Lào                     | 18/07/1955    | 18/07/1955    |
| Latvia                  |               | 12/08/2001    |
| Liban                   | 14/02/1968    | 14/04/1968    |
| Libya                   |               | 02/09/1996    |
| Liechtenstein           |               | 23/09/1994    |
| Litva                   |               | 09/01/2005    |
| Luxembourg              | 12/07/1901    | 04/11/1912    |
| Macedonia               | 17/11/1991    | 17/02/2001    |
| Madagascar              |               | 07/10/2009    |
| Malaysia                |               | 06/05/2002    |
| Malta                   |               | 07/09/1968    |
| Mauritius               | 03/08/1970    |               |
| México                  | 17/04/1901    | 26/01/1910    |
| Montenegro              | 03/06/2006    |               |
| Maroc                   |               | 04/06/2001    |
| Hà Lan                  | 04/09/1900    | 26/01/1910    |
| New Zealand             | 10/02/1959    | 13/04/2010    |
| Nicaragua               | 15/06/1907    | 14/02/1910    |
| Nigeria                 |               | 16/02/1987    |
| Na Uy                   | 04/09/1900    | 18/11/1910    |
| Pakistan                | 05/08/1950    |               |
| Panama                  | 15/06/1907    | 10/11/1911    |
| Paraguay                | 15/06/1907    | 24/06/1933    |
| Perú                    | 15/06/1907    |               |
| Ba Lan                  |               | 26/05/1922    |
| Philippines             |               | 14/07/2010    |
| Bồ Đào Nha              | 04/09/1900    | 12/06/1911    |
| Qatar                   |               | 02/12/2005    |
| România                 | 04/09/1900    | 30/04/1912    |
| Nga                     | 07/03/1955    | 07/03/1955    |
| Rwanda                  |               | 19/04/2011    |
| São Tomé và Príncipe    |               | 20/10/2014    |
| Ả Rập Xê Út             |               | 20/01/2002    |
| Sénégal                 | 01/08/1977    | 30/09/1977    |
| Serbia                  | 05/06/2006    | 05/06/2006    |
| Singapore               |               | 11/09/1993    |
| Slovakia                |               | 01/01/1993    |
| Slovenia                | 01/10/1996    | 29/03/2004    |
| Nam Phi                 |               | 21/12/1998    |
| Tây Ban Nha             | 04/09/1900    | 17/05/1913    |
| Sri Lanka               | 09/02/1955    |               |
| Sudan                   |               | 02/12/1966    |
| Suriname                |               | 27/12/1992    |
| Eswatini                |               | 25/12/1970    |
| Thụy Điển               | 04/09/1900    | 26/01/1910    |
| Thụy Sĩ                 | 29/12/1900    | 11/07/1910    |
| Thái Lan                | 04/09/1900    | 11/05/1910    |
| Togo                    |               | 17/12/2004    |
| Thổ Nhĩ Kỳ              | 12/06/1907    |               |
| Uganda                  |               | 30/04/1966    |
| Ukraina                 | 04/04/1962    | 04/04/1962    |
| Các TVQ Arab Thống nhất |               | 06/11/2008    |
| Hoa Kỳ                  | 04/09/1900    | 26/01/1910    |
| Anh Quốc                | 04/09/1900    | 12/10/1970    |
| Uruguay                 | 17/06/1907    |               |
| Venezuela               | 15/06/1907    |               |
| Việt Nam                | 29/12/2011    | 27/02/2012    |
| Zambia                  |               | 31/12/1999    |
| Zimbabwe                | 19/09/1984    |               |

## Lịch sử

### Các Tổng Thư ký
Các Tổng Thư ký từ 1900 đến nay.
| Nhiệm kỳ      | Tổng Thư ký                           |
| ------------- | ------------------------------------- |
| 2012-Hiện nay | Mr. Hugo H. Siblesz                   |
| 2008-2011     | Mr. Christiaan M.J. Kröner            |
| 1999-2008     | Mr. Tjaco T. van den Hout             |
| 1990-1999     | Mr. P.J.H. Jonkman                    |
| 1981-1990     | Mr. J. Varekamp                       |
| 1968-1980     | Baron E.O. van Boetzelaar             |
| 1954-1968     | Prof. J.P.A. François                 |
| 1951-1953     | Dr. A. Loudon                         |
| 1948-1951     | Jonkheer A.M. Snouck Hurgronje        |
| 1929-1947     | Dr. M.A. Crommelin                    |
| 1905-1929     | Baron L.P.M.H. Michiels van Verduynen |
| 1901-1905     | Mr. L.H. Ruyssenaers                  |
| 1900-1901     | Baron R. Melvil van Lynden            |

## Các vụ việc đã được đưa ra PCA
1. Quỹ Pious của California (1902)
2. Vụ việc Savarkar (1911)
3. Vụ việc đảo Palmas (1928)
4. Trong những năm đầu thập niên 1980, PCA đã giúp trong việc thiết lập các dịch vụ hành chính cho Tòa Iran-Mỹ Claims.[3]
5. Xung đột Quần đảo Hanish (1998 và 1999) ở biển Đỏ giữa Yemen với Eritrea.
6. Quyết định về phân định biên giới giữa Nhà nước Eritrea và Cộng hòa Liên bang Dân chủ Ethiopia (2002). Ủy ban Biên giới Eritrea-Ethiopia được tổ chức thông qua nhờ Tòa án Trọng tài Thường trực.
7. Vụ việc Sắt Rhine giữa Bỉ với Hà Lan (2005)
8. Vụ việc phân định biên giới trên biển giữa Barbados với Trinidad và Tobago (2006)
9. Tranh chấp vùng Abyei giữa Sudan và Nam Sudan (2009)
10. Tranh chấp Hulley Enterprises Limited (Síp), Yukos Universal Limited (Đảo Man) và Veteran Petroleum Limited (Síp) với Liên bang Nga. (2014)
11. Tranh chấp biên giới trên Vịnh Bengal giữa Bangladesh với Ấn Độ. (2014)
12. Tranh chấp cổ đông Yukos với Liên bang Nga. Ngày 18 tháng 7 năm 2014 đã phán quyết là bồi thường 50 tỷ USD.
13. Tranh chấp vùng biển ở quần đảo Chagos giữa Mauritius với Vương quốc Anh. Ngày 18 tháng 3 năm 2015 đã phán quyết rằng các khu bảo tồn biển Chagos là bất hợp pháp.
14. Tranh chấp Philippines với Trung Quốc. Ngày 12 tháng 7 năm 2016, PCA tuyên bố yêu sách đường lưỡi bò của Trung Quốc không có cơ sở pháp lý.[4][5].
15. Tranh chấp biên giới Croatia-Slovenia (đang thụ lý).

## Các tranh cãi
Ngày 22/7/2015 scandal quốc tế lớn xảy ra trong thủ tục trọng tài tranh chấp biên giới Croatia-Slovenia, khi tờ báo hàng ngày Croatia tiết lộ họ có trong tay bản ghi và băng thu âm cho thấy rằng có một thẩm phán Slovenia trong bảng trọng tài, Mr. Jernej Sekolec đã được chấp thuận, cùng với một đại diện của chính phủ Slovenia, Ms. Simona Drenik. Theo tư liệu của tờ báo, một thẩm phán Slovenia lại là một thành viên của Hội đồng trọng tài là bất hợp pháp, làm lợi cho Slovenia, và cũng đã giúp đội Slovenia bằng cách tiết lộ thông tin bí mật của họ, là điều được nghiêm cấm bởi quy tắc trọng tài.